# Bencsik András
Bencsik András (Budapest, 1951. február 9. –) magyar jobboldali konzervatív médiaszemélyiség, újságíró, lapszerkesztő.

## Pályája
Anyja Marton Magdolna grafikusművész, apja Bencsik István szobrászművész. Tanulmányai: Kandó Kálmán Villamosipari Műszaki Főiskola, MÚOSZ Tördelő és Képszerkesztői Akadémia. Újságírói pályafutása:  Haditechnikai Szemle (a Honvédelmi Minisztérium szakfolyóirata), a Mezőgazdasági Mérnök (a gödöllői Agrártudományi Egyetem lapja), a Somogyi Néplap (a Somogy megyei MSZMP Bizottság lapja), a kaposvári Mozi Múzeum (a Somogy megyei Moziüzemi Vállalat intézménye), a Csepel Újság (a Csepel Művek lapja), a Népszava, a Népszabadság, az Esti Hírlap, a Pesti Hírlap (1992–1994), a Demokrata, a Magyar Demokrata – utóbbi háromnál főszerkesztő. Létrehozta a Szkítia könyvesbolthálózatot és a Magyar Ház Könyvkiadót. Alapító tagja a jobboldali Sajtóklubnak. 2012 áprilisában a Demokrata Kör című műsorát az ECHO Hungária TV Zrt. megszüntette.

## Személyével kapcsolatos kritikák
Sokan kritizálták a Népszabadságban megjelent lelkes szovjetbarát írásai, köztük az 1986. október 17-i számába írt, Érzelmi kötődés című cikke miatt, melyben a Magyar-Szovjet Baráti Társaságról és a magyar fiatalok szovjetbarát ideológiai nevelésének fontosságáról ír. Gyakran kritizálták amiatt, hogy a kommunista rendszer bukása után szélsőséges hangnemben kommunistázza ellenfeleit, miközben a késő Kádár-korban lelkes propagandistaként írt a Népszabadságba. Erről egy éles személyes vita is kirobbant a Hír TV 2016. február 8-i adásában közte és Kovács Zoltán szerkesztő között. Szintén heves kritikát váltott ki Göncz Árpád volt köztársasági elnök halálának másnapján írt Facebook-bejegyzése. A bejegyzésben Gönczöt az első magyar kormány és a rendszerváltozás elárulójának titulálja.
A Nolimpia-kampány aláíróiról így vélekedett: „Aki aláír az olimpiai népszavazásért, az hazaárulást követ el.” A szervezőket „romlott lelkű embereknek” minősítette. Ezeket a kijelentéseit többen kritizálták, többek közt Mucsi Zoltán színész is.
Nagy sajtóvisszhangot keltett az a véleménye, miszerint az Orbán Viktor lánya, Orbán Ráhel által viselt, több millió forint értékű karóra „normális” karóra. „Alapjában véve minden normális karóra drága, mert olcsó karóra... hát azok a kínaiak. Azok nem komolyak.” A karóráról szóló újságcikkek szerinte egy titkosszolgálati hadművelet részeit képezik, és „ezt a hazaárulást nem szabad eltűrni”.
A pedagógustüntetés kapcsán a Hír TV-ben úgy nyilatkozott, hogy "söpredék lepte el a pedagógusi pályát, és megint csak tisztelet azon kivételeknek, akik lassan nem mernek megszólalni. Egy ilyen momentumos, nagypofájú nihilista, semmiházi társaság lepte el az iskolákat. Beleértve az egyházi iskolákat is."
2023 februárjában egy tévéműsorban az akkor egy éve tartó Ukrajna elleni orosz invázió kapcsán kijelentette, hogy "az oroszoknak drukkol". Korábban arról is értekezett, hogy az Európai Unió országainak hadat kellene üzenniük az Egyesült Államoknak.
A Hír TV Sajtóklub című 2023. március 26-án sugárzott adásában "jó hírnek" nevezte azt, hogy Ugandában kivégzik a homoszexuális embereket. 2025-ben viszont már lényegtelen magánügynek nevezte a szexuális orientációt. 
A 2023-as Izrael-Hámász háború kapcsán azt nyilatkozta, hogy bár az Október 7-i terrortámadás "sem volt piskóta", de a Hámász terroristái "kitörtek a gettóból" és Izrael reakciója "gyakorlatilag egy népirtás". Ezt követően garázdaság vádjával a Tett és Védelem Alapítvány feljelentést tett Bencsik ellen.
Közszereplői és szerkesztői pályafutása során Bencsik gyakran részesül kritikában, amiért nyilvános kijelentéseiben rendszeresen durván bántó és sértő kifejezésekkel illeti a vele ellentétes nézeteket valló embereket.

## A Békemenet szervezője

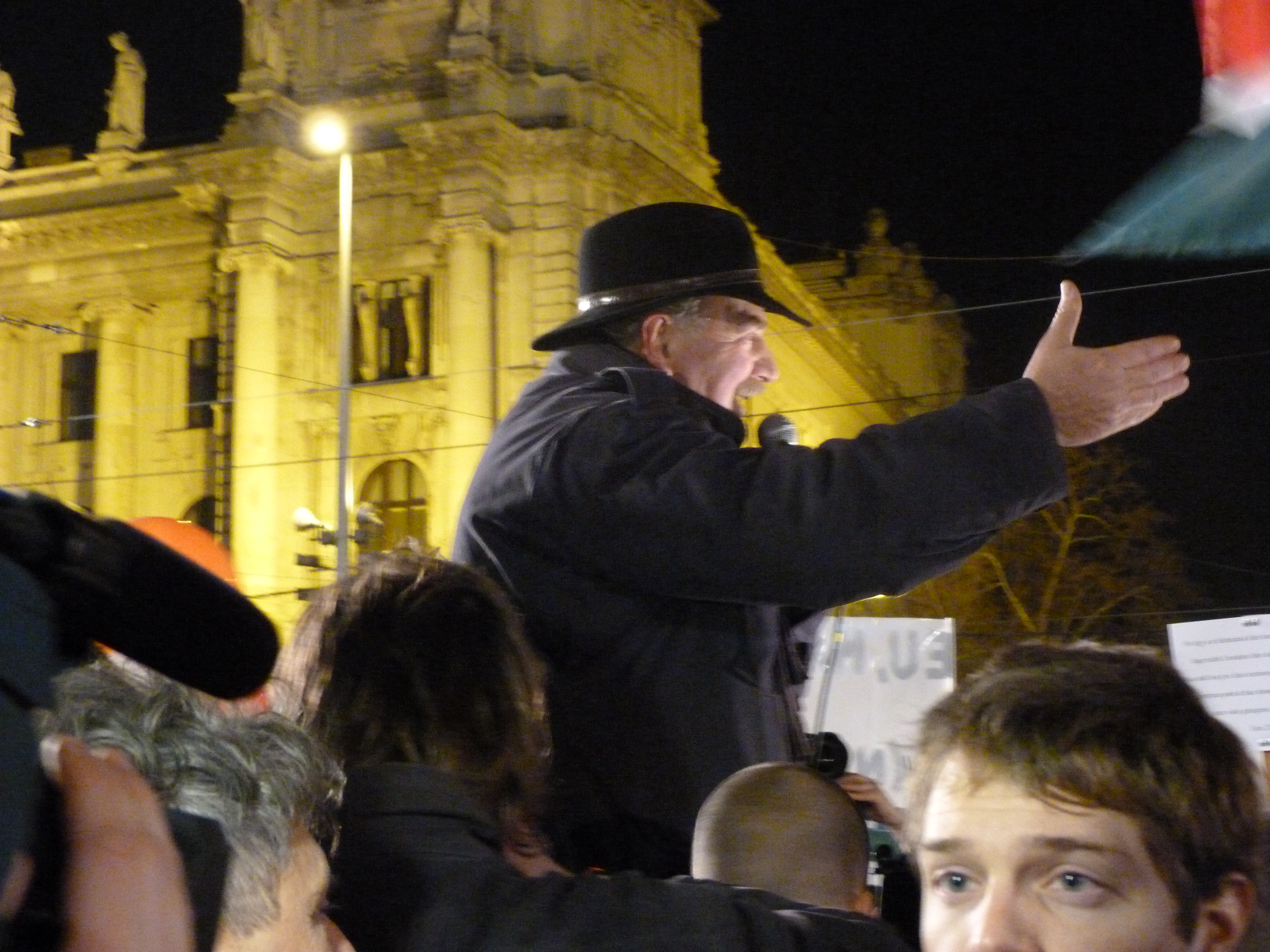
Bencsik András beszédet mond 2012-ben az első "Békemenet" résztvevőinek a budapesti Kossuth téren

Bencsik András a 2012. január 21-én és márciusi 15-én lezajlott Békemenetek szervezése után, a 2012. október 23-án rendezett tömegdemonstráció szervezésében is tevékeny részt vállalt. Többek között az ő szervezésében is létrejött második Orbán-kormányt támogató eseményen a demonstrálók a Széna téren gyülekeztek, ezt követően a Margit körúton indult el a menet, majd a Margit hídon keresztül a Nyugati tér irányába vonultak. A Bajcsy Zsilinszky útról fordultak be az Alkotmány utcába és így érték el a Kossuth teret. A rendőrség becslése szerint a rendezvényen több mint 150 ezer fő vett részt.

## Művei
- Jó tanács kezdő házasoknak / Köd; Szépirodalmi, Bp., 1986
- KEEC – A Nagy Világ-Regatta; Idegenforgalmi Propaganda és Kiadó Vállalat, Bp., 1988 ISBN 963-316-183-5 (J. T. Chipendale álnéven, Thomas Chippendale angol műbútorasztalos után)[32][33]
- Örök Magyarország; Magyar Ház–Artamondo, Bp–Budajenő, 1999 (Magyar Ház könyvek, 17.)
- Érintés. Bencsik István művészete; Kard és Jogar, Bp., 2001
- Nácik vörös szegfűvel; Artamondo, Bp., 2002
- Fordul a szél; Artamondo Kft., Bp., 2003
- Bin Laden sikeres elefántjai; Kárpáti Ház, Bp., 2004

## Portréfilmek
- Kettesben Szabó Anettel – Bencsik András (2018)
- Őszintén – Bencsik András (2019)
- Az utolsó császár (1987)

## Díjai
- A Magyar Érdemrend lovagkeresztje (2016)[34]